# Port lotniczy Brandon
Port lotniczy Brandon (IATA: YBR, ICAO: CYBR) – port lotniczy położony 7,4 km na północ od Brandon, w prowincji Manitoba, w Kanadzie.

## Linie lotnicze i połączenia
- Perimeter Aviation (Winnipeg, Dauphin)